# جامع النقطة
جامع النقطة هو جامع في مدينة حلب وهو من المعالم التأريخية في المدينة.
يعتقد بانه يحوي حجراً قيل بأنه معلم بنقطة دم سقطت من الحسن بن علي، يعتقد بان موقع هذا الجامع كان عبارة عن صومعة اعتكاف دينية تم تحويلها إلى مسجد عام 944.
وقد تعرض المسجد لعشرات القذائف أثناء الاشتباكات بين الجيش السوري والمعارضة في مدينة حلب.